# Tolmiea menziesii
Tolmiea menziesii är en stenbräckeväxtart som först beskrevs av Frederick Traugott Pursh, och fick sitt nu gällande namn av John Torrey och Gray. Tolmiea menziesii ingår i släktet Tolmiea och familjen stenbräckeväxter. Inga underarter finns listade i Catalogue of Life.

## Bildgalleri

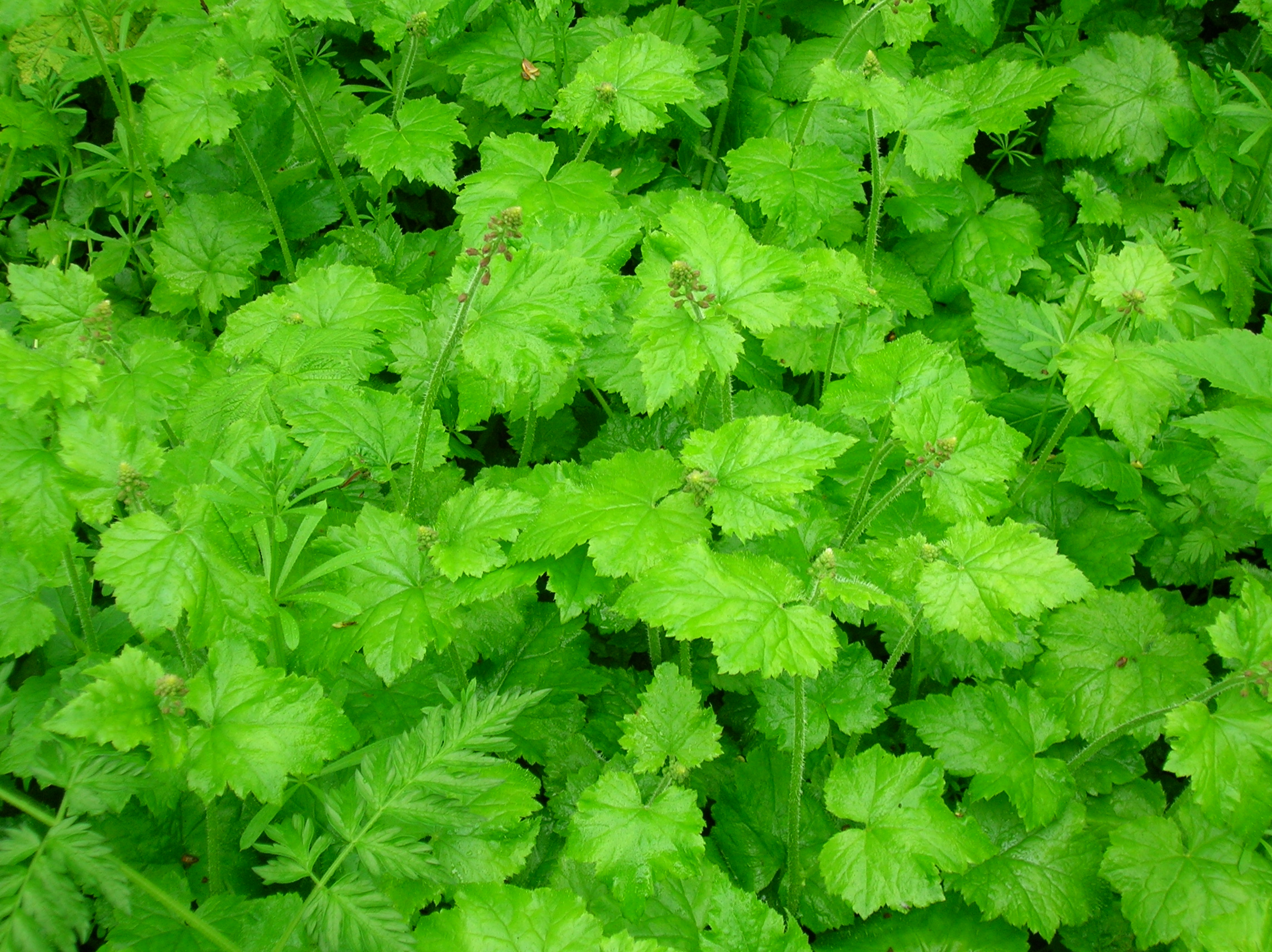